# الكثيب: الجزء الأول (فلم 2021)
الكثيب: الجزء الأول (بلإنجليزية: Dune: Part One) هو فيلم ملحمي من نوع أوبرا الفضاء أُنتِج في الولايات المتحدة صدر عام 2021، من إخراج وإنتاج ديني فيلنوف، الذي شارك أيضًا في كتابة السيناريو إلى جانب كل من جون سبايتس وإريك روث. يُعد الفيلم الجزء الأول من اقتباس سينمائي على جزأين لرواية الخيال العلمي الشهيرة "الكثيب" (Dune) للكاتب فرانك هربرت، الصادرة عام 1965، والتي تُعد من أعمدة أدب الخيال العلمي الحديث. تدور أحداث الفيلم في مستقبل بعيد ضمن منظومة إمبراطورية كونية، ويتتبع رحلة الشاب بول أتريدس، الوريث لبيت أتريدس النبيل، والذي يُلقى به في خضم صراع وجودي وسياسي من أجل السيطرة على كوكب أراكيس الصحراوي القاحل. يُعد أراكيس موطنًا لأهم مورد في الكون: التوابل، وهي مادة نادرة تمنح قوى معرفية خارقة وتُعد أساسية للسفر بين النجوم.
يمثل هذا العمل ثالث اقتباس سينمائي أو تلفزيوني للرواية الأصلية، بعد فيلم ديفيد لينش عام 1984 والمسلسل القصير الذي أخرجه جون هاريسون عام 2000. وفي أعقاب فشل محاولة سابقة من شركة باراماونت بيكتشرز لإنتاج نسخة جديدة، استحوذت ليينداري بيكتشرز عام 2016 على حقوق اقتباس الرواية في السينما والتلفزيون، ليقع اختيارها على فيلنوف كمخرج في فبراير 2017. أُتفق على إنتاج فيلم واحد فقط في البداية، على أن يُستكمل المشروع بجزء ثانٍ في حال تحقيق النجاح الجماهيري والنقدي.
بدأ التصوير الرئيسي للفيلم في مارس 2019 واستمر حتى يوليو من العام ذاته، في مواقع متنوعة شملت بودابست والأردن والنرويج وأبو ظبي. وقد ضم طاقم التمثيل نخبة من النجوم من أبرزهم: تيموثي شالاماي (في دور بول أتريدس)، ريبيكا فيرغسون، أوسكار إسحاق، جوش برولين، ستيلان سكارسغارد، ديف باتيستا، زيندايا، جيسون موموا، وخافيير بارديم، بالإضافة إلى شارلوت رامبلينغ وستيفن ماكينلي هندرسون وآخرين.
كان من المقرر إطلاق الفيلم في أواخر عام 2020، إلا أن جائحة كوفيد-19 تسببت في تأجيل موعد الإصدار. عُرض الفيلم لأول مرة في مهرجان البندقية السينمائي الدولي في دورته الثامنة والسبعين بتاريخ 3 سبتمبر 2021، تلاه إصدار عالمي بدءًا من 15 سبتمبر، ثم في الولايات المتحدة يوم 22 أكتوبر من العام نفسه في صالات السينما وعلى منصة أتش بي أو ماكس بالتزامن. بلغت إيرادات الفيلم 410 مليون دولار مقابل ميزانية إنتاج قُدرت بـ 165 مليون دولار، ولاقى إشادة واسعة من النقاد والجمهور على حد سواء، مع ثناء خاص على إخراج فيلنوف، وأداء الممثلين، والسيناريو، والمؤثرات البصرية، والتصوير السينمائي، والأزياء، والموسيقى التصويرية التي وضعها هانز زيمر، فضلًا عن التزامه الجوهري بمضامين الرواية الأصلية.
نال الفيلم ست جوائز أوسكار خلال حفل توزيع جوائز الأوسكار الرابع والتسعين، من بينها جوائز لأفضل تصوير سينمائي، وأفضل مونتاج، وأفضل موسيقى تصويرية، وأفضل مؤثرات بصرية، كما رُشح لأربع جوائز إضافية. وقد أسهم هذا النجاح في إطلاق الجزء الثاني بعنوان "الكثيب: الجزء الثاني" الذي صدر في 1 مارس 2024، في حين يجري العمل على تطوير فيلم ثالث مستند إلى رواية "مسيح الكثيب" التي نُشرت عام 1969، لتستكمل بذلك ثلاثية سينمائية ملحمية مقتبسة من إرث فرانك هربرت ومن المتوقع صدوره في 18 ديسمبر عام 2026. عُرضت سلسلة أخرى بعنوان "الكثيب: النبوءة" على منصة ماكس في 17 نوفمبر 2024 تركز على أصول مجموعة بيني جيسريت، موسم ثاني منها قيد التطوير.

## القصة
في المستقبل البعيد، يعيّن الإمبراطور "شادام الرابع" الدوق "ليتو أتريدس" حاكمًا جديدًا على كوكب أراكيس، خلفًا للبارون "فلاديمير هاركونن" من آل هاركونن. يُعدّ أراكيس، الكوكب الصحراوي القاسي، المصدر الوحيد لمادة "التوابل"، وهي مادة نفسية ثمينة تُضفي على من يستهلكها صفات ذهنية متقدمة وتُستخدم لتوسيع الوعي، فضلًا عن كونها عنصرًا حاسمًا في عمليات الملاحة الفضائية، إذ تمنح ملاحو نقابة الفضاء القدرة على التنبؤ بالمخاطر وتوجيه السفن لعبور مسافات شاسعة في الفضاء دون الحاجة إلى الحوسبة أو الذكاء الاصطناعي. غير أن قرار الإمبراطور لم يكن مدفوعًا بحسن النية، بل بخوفه من تزايد نفوذ آل أتريدس، فدبّر سرًا مؤامرة مع بيت هاركونن، مدعومة بقوات الساردوكار، النخبة العسكرية للإمبراطورية، بهدف إسقاط آل أتريدس واستعادة السيطرة على أراكيس.
في خضم هذا الصراع، يستعد ليتو أتريدس للتعامل مع الفريمن، سكان أراكيس الأصليين، الذين يتمتعون بقدرة استثنائية على التكيف مع بيئة الكوكب الصحراوية والعيش في متاهات تحت الأرض بعيدًا عن أنظار المحتلين. يُدرك ليتو إمكانية التحالف معهم لبناء قاعدة قوية على أراكيس، رغم شكوكه تجاه الإمبراطور ومخاطر المؤامرة. أما السيدة جيسيكا، رفيقة ليتو وعضوة في جماعة "بيني جيسيرت"، فهي خاضعة لأجندة أخرى. إذ كلّفتها الجماعة، التي تنفذ برنامج تهجين ديني-وراثي معقد، بإنجاب أنثى تُنجب لاحقًا ما يُعرف بـكويزاتز هاديراخ، كائن فائق البصيرة له القدرة على إدراك الماضي والمستقبل عبر الخطوط الزمنية المختلفة. إلا أن جيسيكا عصت الأوامر وأنجبت ابنًا، بول، الذي درّبته بنفسها على تقنيات الجماعة، إلى جانب تدريبه على يد نخبة مستشاري والده، مثل دنكان أيداهو، جورني هاليك، طبيب السوك ويلينغتون يويه، والمينتات ثوفير هاوات.
يبدأ بول باختبار رؤى غامضة ومقلقة تشير إلى مستقبل دموي ومصير غير عادي. ولتقييم قدراته، تُخضعه غايوس هيلين موهيام، عرّافة الحقيقة للإمبراطور وعضوة بيني جيسيرت، لاختبار غوم جبار، اختبار قاتل يُستخدم لتمييز الإنسان عن الحيوان من حيث القدرة على التحكم بالعقل والانفعال. ينجح بول في اجتيازه، مما يعزز الشكوك حول كونه الكويزاتز هاديراخ المنشود. عند وصولهم إلى أراكين، العاصمة المحصنة لأراكيس، تبدأ عائلة أتريدس في فرض سلطتها. وقد سبقهم دنكان أيداهو لتوطيد علاقات مع الفريمن، الذين يُظهرون احترامًا مدهشًا لجيسيكا وبول، نتيجة لمعتقدات زرعتها جماعة بيني جيسيرت في وعي جماعتهم منذ قرون عبر برنامج يُعرف باسم "الحملة التبشيرية الاستباقية (Missionaria Protectiva)".
يظهر التهديد سريعًا مع محاولة اغتيال بول بواسطة جهاز قاتل يُعرف بـ"الصائد الباحث"، ما يعكس خطورة الوضع. وعلى الجانب الآخر، يجتمع البارون هاركونن على كوكب غيدي برايم مع غايوس موهيام التي تشترط عدم المساس ببول وجيسيكا أثناء تنفيذ الانقلاب، شرط وافق عليه البارون ظاهريًا فقط. يلتقي الدوق ليتو مع زعيم الفريمن ستيلغار ويجري محادثات مع الدكتورة ليت كاينز، قاضية التغيير وعالمة الكواكب للإمبرطور التي تعيش بين الفريمن. تكشف كاينز عن المخاطر التي يشكلها ديدان الرمل العملاقة، التي تنجذب إلى الاهتزازات وتُهاجم أي نشاط في سطح الصحراء، مما يُعقّد عملية استخراج التوابل ويحدّ من استخدام الدروع الواقية. خلال مهمة استطلاعية، يشهد بول دودة رملية عن قرب، ويُصاب بتجربة نفسية حادة إثر تعرّضه للتوابل، ما يعمّق رؤاه النبوئية ويؤكد اضطراب مستقبله.
تقع الخيانة من الداخل على يد يويه، الذي يُعطّل أنظمة الدفاع في أراكين ويسمح لقوات هاركونن وساردوكار باجتياح المدينة. لكن دوافع يويه معقدة، إذ يسعى للانتقام من البارون الذي قتل زوجته، فيعمد إلى زرع كبسولة غاز سام في فم ليتو، ليستخدمها ضد البارون. تنتهي الخطة بمقتل ليتو وبيتر دي فريس (المينتات الخاص بالبارون)، بينما ينجو الأخير. يُلقى ببول وجيسيكا في الصحراء ليموتا، لكن يويه يمنحهما فرصة نجاة عبر حقيبة "فريمكيت". تنجح جيسيكا في التغلب على آسريهما عبر استخدام تقنية "الصوت"، وهي أسلوب تحكم صوتي نفسي من تطوير جماعة بيني جيسيرت.
تتواصل رؤى بول، وتتّضح معالم مستقبل دموي يُقدّم فيه كبطل ديني تُثار الحروب باسمه. في هذه الأثناء، يعهد البارون بإدارة أراكيس إلى ابن أخيه رابان، طالبًا منه استئناف إنتاج التوابل لتعويض كلفة الغزو. بعد سلسلة من المطاردات، يُقتل دنكان أيداهو أثناء تصديه لساردوكار لتأمين هروب بول وجيسيكا، بينما تضحّي الدكتورة كاينز بنفسها، جاذبةً إحدى ديدان الرمل إلى موقعها للقضاء على جنود الإمبراطور.
في عمق الصحراء، يلتقي بول وجيسيكا بمجموعة من الفريمن بقيادة ستيلغار، من بينهم تشاني، الفتاة التي رآها بول مرارًا في رؤاه. عندما يعارض أحد الفريمن، جاميس، انضمام الغرباء، يخوض بول أول مبارزة طقسية حتى الموت، يُجبر فيها على قتل جاميس، وهي أول مرة يزهق فيها روحًا، ما يترك أثرًا نفسيًا عميقًا. رغم معارضة والدته، يختار بول الانضمام إلى الفريمن، عاقدًا العزم على تحقيق إرث والده في إحلال السلام بأراكيس، ومستعدًا لاعتلاء دوره في معادلة القدر الديني والسياسي التي ترسم معالم مستقبل المجرة.

## طاقم الممثلين
- تيموثي شالاماي في دور بول أتريديس، وريث آل أتريديس.
- ريبيكا فيرغسون في دور السيدة جيسيكا، والدة بول وعضوة في جماعة "البيني جزيريت"، ورفيقة دوق ليتو.
- أوسكار إسحاق في دور الدوق ليتو أتريديس، والد بول وقائد آل أتريديس.
- جوش برولين في دور غيرني هاليك، خبير الأسلحة لآل أتريديس وأحد معلمي بول.
- ستيلان سكارسغارد في دور البارون فلاديمير هاركونن، زعيم آل هاركونن، عدو آل أتريديس والحاكم السابق لكوكب آراكيس.
- ديف باتيستا في دور غلوستو رابان، ابن شقيق البارون هاركونن.
- شارون دنكان بروستر في دور الدكتورة ليت كاينز، العالمة البيئية للإمبراطورية وقاضية "التغيير" على كوكب آراكيس.
- ستيفن ماكينلي هندرسون في دور ثوفيـر هاوات، المفكر (منتات) لآل أتريديس.
- زندايا في دور تشاني، فتاة غامضة من شعب "الفريمن" تظهر في رؤى بول.
- تشن تشانغ في دور الدكتور ويلينغتون يويه، طبيب من طائفة "سوك"، يعمل لدى آل أتريديس.
- شارلوت رامبلينغ في دور الأم المبجلة موهيام، المتحدثة بالحقائق من جماعة "البيني جزيريت" لدى الإمبراطور.
- جيسون موموا في دور دنكن أيداهو، سيّاف آل أتريديس وأحد معلّمي بول.
- خافيير بارديم في دور ستيلغار، زعيم قبيلة الفريمن في "سييتش تابر".
- ديفيد داستمالشيان في دور بيتر دي فريس، المفكر (منتات) التابع لآل هاركونن.
- بابس أولوسانموكون في دور جاميس، أحد "الفريمن" من سييتش تابر.
- غولدا روشوفيل في دور شادوت مايبس، خادمة من الفريمن تعمل لصالح آل أتريديس.
- روجر يوان في دور الملازم لانفيل، نائب غيرني هاليك في القيادة.
- نيل بيل في دور باشار الساردوكار، أحد قادة جنود الساردوكار الإمبراطوريين.

بالإضافة إلى ذلك:
- بنجامين كليمنتين يؤدي دور مبعوث التغيير، رئيس الوفد الإمبراطوري إلى كوكب كالادان.
- ماريان فيثفول (في آخر أدوارها السينمائية)، جين غيلبين، وإلين دوبين يؤدّين أصوات نساء "بيني جيسيريت" الأجداد اللواتي يسمع بول أصواتهن في رؤاه.
- جو ووكر، محرر الفيلم، يقدّم السرد الصوتي لموسوعة بول المصورة حول كوكب آراكيس.
- ميلينا سيدوروفا، مصممة رقصات، قامت بأداء دور كائن العنكبوت البشري الخاص بالبارون عبر تقنية التقاط الحركة.

## الإصدار

### العرض السينمائي والمنزلي
كان من المقرر في الأصل إصدار فيلم "الكثيب: الجزء الأول" في 20 نوفمبر 2020، لكن أُجّل إلى 18 ديسمبر من العام نفسه. وفي وقت لاحق، أُجّل مجددًا بسبب جائحة كوفيد-19، إلى 1 أكتوبر 2021، وهو التاريخ الذي كان مخصصًا سابقًا لفيلم "ذا باتمان"، حيث صدر في دور العرض بتقنية ثلاثية الأبعاد. في أواخر يونيو 2021، قامت شركة وارنر برذرز بتأجيل تاريخ إصدار الفيلم في الولايات المتحدة مجددًا لمدة ثلاثة أسابيع، إلى 22 أكتوبر 2021، لتجنّب التنافس مع فيلم "لا وقت للموت".
بدأ عرض الفيلم في الأسواق الدولية قبل أكثر من شهر من طرحه في أمريكا الشمالية، حيث انطلق عرضه في 15 سبتمبر في دول مثل فرنسا، ألمانيا، روسيا، سويسرا، السويد، النرويج، إسبانيا وبلجيكا. وقبل أسبوع من إصداره في الولايات المتحدة، أعلنت وارنر برذرز أن الفيلم سيتاح للمشاهدة عبر منصة "أتش بي أو ماكس" مساء يوم 21 أكتوبر 2021، تزامنًا مع العروض السينمائية المبكرة المعتادة مساء الخميس للأفلام التي تُطرح رسميًا يوم الجمعة، وهي استراتيجية اتُّبعت أيضًا في فيلم "الفرقة الإنتحارية".
وكما هو الحال مع جميع أفلام وارنر برذرز الصادرة في عام 2021، بُثّ الفيلم على منصة "أتش بي أو ماكس" بالتزامن مع عرضه في دور السينما، وذلك لمدة شهر كامل. بعد انتهاء تلك الفترة، أُزيل من المنصة واتبعت الشركة جدول الإطلاق المنزلي المعتاد، تمامًا كما حدث مع فيلم "المرأة المعجزة 1984" (2020). أعرب العديد من المخرجين وشركات الإنتاج عن استيائهم من هذا القرار، بما في ذلك المخرج دوني فيلنوف وشركة "لاجنداري بيكتشرز" وفي مقال نُشر على موقع فارايتي، أعرب فيلنوف عن مخاوفه بشأن النجاح المالي للفيلم ومخاطر القرصنة الرقمية.
عُرض الفيلم لأول مرة عالميًا ضمن فعاليات مهرجان البندقية السينمائي الدولي الثامن والسبعين في 3 سبتمبر 2021. كما عُرض ضمن مهرجان تورونتو السينمائي الدولي، حيث أقيم عرض خاص بتقنية آيماكس في سينسفير بمجمّع أونتاريو بليس في 11 سبتمبر 2021. وبعد حضور العرض الأول في لندن في 15 أكتوبر، ثبتت إصابة الممثل جيسون موموا بـفيروس كوفيد-19. في 17 أكتوبر، سُرّب الفيلم على الإنترنت قبل موعد عرضه الرسمي في الولايات المتحدة وعلى منصة "أتش بي أو ماكس".
عاد الفيلم إلى دور العرض بصالات آيماكس اعتبارًا من 3 ديسمبر 2021. وابتداءً من 24 يناير 2024، تضمنت العروض السينمائية معاينة حصرية لفيلم "الكثيب: الجزء الثاني" قبل صدوره في مارس من نفس العام.

### الوسائط المنزلية
صدر الفيلم رقميًا في 3 ديسمبر 2021، في حين صدرت نسخ بلو-راي، بلو-راي ثلاثي الأبعاد، دي في دي، وبلو-راي فائق الدقة في 11 يناير 2022 عن طريق "وارنر بروس هوم إنترتيمنت".

## شباك التذاكر
حقق فيلم "الكثيب: الجزء الأول" من إخراج دينيس فيلنوف أداءً تجاريًا معتبرًا في شباك التذاكر العالمي، رغم تحديات جائحة كوفيد-19 التي أثّرت على الصناعة السينمائية برمّتها في عام صدوره. بلغ إجمالي إيرادات الفيلم 410.6 مليون دولار أمريكي، مقسّمة إلى 108.8 مليون دولار في الولايات المتحدة وكندا، و301.7 مليون دولار من الأسواق الدولية. ورغم هذا الرقم القوي، أثارت جدوى الفيلم من الناحية التجارية جدلًا بين المحللين، خاصة عند مقارنتها بتكاليف الإنتاج والتسويق المرتفعة، والتي بلغت قرابة 300 مليون دولار. وفقًا لتقرير ديدلاين هوليوود، فإن هذا الرقم "سيسعد الكثيرين من منظور الصورة"، لكنه لا يعني بالضرورة وصول الفيلم إلى نقطة التعادل، التي تختلف التقديرات بشأنها. فبينما رجّحت مجلة فالتشر أن الفيلم يحتاج إلى ما بين 350 و400 مليون دولار ليغطي تكاليفه، قدّرت فوربس أن نقطة التعادل قد تتطلب ما يصل إلى 500 مليون دولار، آخذة بعين الاعتبار توزيعات العائدات بين الاستوديوهات ودور العرض.
على مستوى السوق الأمريكية، حقق الفيلم 41 مليون دولار في عطلة نهاية الأسبوع الافتتاحية، من عرض في 4125 دار سينما، متجاوزًا التوقعات التي تراوحت بين 30 و35 مليون دولار. وبهذا، سجل الفيلم أعلى افتتاحية لفيلم من إنتاج وارنر برذرز خلال فترة الجائحة، متجاوزًا افتتاحية فيلم "غودزيلا ضد كونغ" الذي حقق 31.6 مليون دولار. بلغت عائدات عطلة نهاية الأسبوع الافتتاحية 17.5 مليون دولار في اليوم الأول، بما في ذلك 5.1 مليون دولار من معاينات ليلة الخميس. كما شكّل هذا الإنجاز أفضل افتتاحية في المسيرة المهنية للمخرج دينيس فيلنوف حتى ذلك الحين، متفوقًا على أعماله السابقة مثل الوافد وبلايد رانر 2049.
إلا أن الفيلم شهد انخفاضًا كبيرًا في الأداء خلال الأسابيع اللاحقة حيث في عطلة نهاية الأسبوع الثانية، انخفضت الإيرادات بنسبة 62% لتصل إلى 15.5 مليون دولار، ومع ذلك، حافظ الفيلم على صدارة شباك التذاكر المحلي أما في عطلة نهاية الأسبوع الثالثة، انخفضت الإيرادات بنسبة إضافية بلغت 51%، محققًا 7.6 مليون دولار، وتراجع إلى المركز الثاني بعد إصدار فيلم "الأبديون" من عالم مارفل السينمائي. ورغم هذه التراجعات، واصل الفيلم حصد الأرقام، حتى أصبح في 25 نوفمبر 2021 ثاني فيلم من إنتاج وارنر برذرز خلال فترة الجائحة يتجاوز حاجز 100 مليون دولار في الولايات المتحدة وكندا، بعد فيلم غودزيلا ضد كونغ.

## الاستقبال النقدي والجماهيري
حظي فيلم "الكثيب" بعد صدوره بإشادة نقدية وجماهيرية واسعة، لا سيما فيما يتعلق بطموحه البصري وبنائه الغني للعالم، على الرغم من بعض التحفظات التي أبداها النقّاد بشأن وتيرته وبنيته السردية. على موقع روتن توميتوز، حصل الفيلم على نسبة تأييد بلغت 83%، استنادًا إلى 514 مراجعة نقدية، مع متوسط تقييم 7.7/10. وقد لخّص إجماع النقّاد على الموقع آراءهم بالعبارة التالية: "يواجه فيلم الكثيب أحيانًا صعوبة في التعامل مع المادة المصدرية، لكن نطاق وطموح هذه النسخة البصرية المثيرة يطغى على هذه المشاكل إلى حد كبير." أما على موقع ميتاكريتيك، فقد حصل الفيلم على متوسط تقييم مرجّح قدره 74 من 100، بناءً على آراء 68 ناقدًا، وهو ما يشير إلى "مراجعات إيجابية بشكل عام"، بحسب التصنيف المعتمد في الموقع.
من حيث الاستجابة الجماهيرية، جاء تقييم الجمهور في استطلاع سينما سكور بـ "A-" على مقياس من A+ إلى F، مما يشير إلى رضا مرتفع لدى المشاهدين، خاصة أولئك الذين شاهدوا الفيلم في عطلة نهاية الأسبوع الافتتاحية. وبحسب بوست تراك، حصل الفيلم على تقييم إيجابي بنسبة 84% من الجمهور، مع متوسط تقييم بلغ 4.5 من أصل 5 نجوم، وأفاد 66% من المستطلعين بأنهم "يوصون بالفيلم بشدة"، وهو مؤشر قوي على رضى المشاهدين في دور العرض.
شهد الفيلم عرضه الأول في مهرجان البندقية السينمائي الدولي في سبتمبر 2021، حيث لقي استحسانًا واسعًا من الحاضرين والنقّاد، الذين أشادوا بـ: الطموح الإخراجي لفيلنوف، بناء العالم المفصل والغني، القيمة الإنتاجية الرفيعة، أداء الطاقم التمثيلي، لا سيما تيموثي شالاماي في دور بول أتريدس وريبيكا فيرغسون في دور السيدة جيسيكا وقد أثارت النغمة الجادة، والمؤثرات البصرية المذهلة، والتصميم الصوتي إعجاب العديد من النقاد، واعتُبرت من نقاط القوة التي عززت التجربة السينمائية.
ومع ذلك، أبدى بعض النقاد تحفظًا على: وتيرة السرد البطيئة، الطول الزمني للفيلم، الطابع غير المكتمل للسرد، حيث ينتهي الفيلم عند منتصف الرواية الأصلية دون خاتمة تقليدية، ما جعل البعض يعتبره "تمهيدًا" لفيلم لاحق أكثر منه تجربة قائمة بذاتها. لكن هذه التحفظات لم تُثنِ الإجماع العام بأن الفيلم يمثّل تجربة سينمائية نادرة من حيث الجدية والطموح الفني ضمن نوع الخيال العلمي.

## وصلات خارجية
- الموقع الرسمي
- مقالات تستعمل روابط فنية بلا صلة مع ويكي بيانات

لا توجد روابط لمواقع التواصل الاجتماعي.